# Gibasis oaxacana
Gibasis oaxacana är en himmelsblomsväxtart som beskrevs av David Richard Hunt. Gibasis oaxacana ingår i släktet Gibasis och familjen himmelsblomsväxter. Inga underarter finns listade.